# Hidehiko Yoshida vs. Royce Gracie
O duelo entre o japonês Hidehiko Yoshida (campão olímpico no Judô) e o brasileiro Royce Gracie (especialista na vertente brasileira do Jiu Jitsu) foi uma série de duas lutas épicas, ambas parte do chamado Gracie Challenge, que foram realizadas nos anos de 2002 e 2003 na organização de artes marciais mistas japonesa PRIDE Fighting Championships.
A primeira luta foi disputada com regras especiais (ambos deveriam usar kimono, os golpes só poderiam ser dados com a luta em pé e nenhuma pontuaçao vinda dos juízes), para que fosse o mais próximo possível de um embate entre o Judô e o Jiu Jitsu Brasileiro.. Este conjunto de regras foi proposto por Royce como uma homenagem ao 50º aniversário da luta Hélio Gracie x Masahiko Kimura O evento, foi um sucesso crítico e econômico, e o combate entre Yoshida e Gracie em particular atraiu uma classificação de 28.7, tornando-se a partida com a maior classificação da história do Pride até aquele momento.
Essa luta terminou com Yoshida sendo declarado vencedor após um polêmico estrangulamento.
Uma revanche sob as regras completas do MMA aconteceu um ano depois, terminando empatada devido à ausência dos juízes exigida por Royce.

## Detalhes da primeira luta
Para recriar fielmente a luta Hélio Gracie x Masahiko Kimura e transformá-la em um embate "judô vs. jiu-jitsu brasileiro" não oficial, foram criadas regras especiais de "jacket match" para serem usadas no lugar do formato normal do MMA. A luta seria disputada em dois rounds de 10 minutos e seria declarada empatada se nenhum resultado fosse alcançado. Golpes na cabeça foram proibidos, assim como qualquer tipo de golpe se ambos os oponentes estivessem no chão. Deitar no tatame ou cair sem tocar no oponente também seria banido. Ambos os lutadores usariam um keikogi de acordo com a preferência de suas respectivas disciplinas. A luta aconteceria no evento Pride Shockwave em 28 de agosto de 2002, coproduzido entre Pride e K-1.
Devido ao choque de seus estilos de luta, o embate atraiu muita expectativa.
Yoshida se descreveu como não hábil em luta de chão, já que construiu sua carreira no judô principalmente com base em suas habilidades de arremesso, então ele fez questão de aprimorar sua luta agarrada com seu amigo de longa data Tsuyoshi "TK" Kohsaka, um judoca e lutador de artes marciais mistas. [6] No entanto, Yoshida também observou que o judô e o jiu-jitsu brasileiro não eram tão diferentes, e mesmo que ele fosse cauteloso com técnicas desconhecidas de jiu-jitsu, ele estava confiante de que sua formação no judô o serviria bem. Por sua vez, o lado Gracie estava certo da vitória, confiando na superioridade de seu estilo de jiu-jitsu sobre qualquer eventualidade, incluindo a vantagem de 18 kg de Yoshida. Hélio resumiu dizendo: "eu e meu filho não viemos do Brasil até aqui para perder. Royce vai ganhar com certeza".
Outros lutadores também falaram abertamente sobre isso. Mário Sperry , do Brazilian Top Team, concordou com o lado Gracie, lembrando que, "ao contrário dos dias em que Kimura estava em turnê pelo Brasil, quando os judocas japoneses eram muito fortes no solo, os judocas desde as Olimpíadas de 1964 perderam o sentido do chão. Royce não teremos problemas com Yoshida no terreno."

### A luta
Logo no início do 2º round, já com ambs em uma luta de chão (apos Royce o derrubar), o judoca consegui meia montaria, eventualmente montando-o totalmente. A partir daí, Yoshida estendeu a mão para o pescoço de Royce e travou um sode guruma jime, que foi seguido por um momento de inatividade.
Sentindo que Gracie havia perdido suas forças,  mas incapaz de ver claramente seu rosto de sua própria posição, Yoshida perguntou verbalmente ao árbitro se Gracie havia perdido a consciência. O árbitro julgou assim, ajudado pela impressão visual de que o braço de Gracie havia ficado flácido, e pediu a interrupção da luta, dando a vitória a Yoshida por finalização técnica.
Enquanto o judoca comemorava com sua equipe, Royce logo se levantou e protestou vigorosamente, alegando que não havia ficado inconsciente. Indignado com a decisão, Royce agrediu fisicamente o árbitro, causando uma breve briga entre os cornermen dos contendores no ringue, e vaias da platéia. Após o evento, a família Gracie pediu desculpas, mas argumentou que não apenas Royce não havia desmaiado, mas também que o árbitro não tinha autoridade para interromper a luta de qualquer maneira, e exigiu que o resultado da luta fosse alterado para no contest. Imagens em câmera lenta da paralisação mostram o queixo de Gracie para fora e seu pescoço livre do estrangulamento. Stephen Quadros e Bas Rutten, comentaristas de longa data do PRIDE FC, concordaram, pelas imagens, que Gracie não havia sido estrangulado. Além disso, logo que o japonês se levantou, Royce também se levantou, o que não seria possível se ele tivesse de fato inconsciente.
Alguns meses depois, o resultado da luta foi oficializado "no-contest", após a família Gracie jurar nunca mais lutar pelo Pride se a vitória do jaonês não se transformasse em no-contest. O PRIDE aceitou suas demandas.

## Segunda Luta
Menos de dois meses após a luta de MMA de Yoshida contra Wanderlei Silva, ainda com lesões da luta, Yoshida conseguiu a revanche contra Royce Gracie no PRIDE Shockwave 2003. A luta desta vez foi sob regras modificadas do PRIDE, com árbitro especial em Matt Hume, dois rounds de 10 minutos cada, e sem juízes, ou seja, qualquer final indeciso terminaria empatado. Royce, que desta vez lutou sem o kimono, causou polêmica ao desferir três golpes baixos consecutivos em Yoshida, acabando por marcar um que interrompeu a luta por minutos. Finalmente capaz de continuar lutando, Yoshida derrubou Royce com uma combinação e o atacou no chão, cercando sua meia-guarda e vindo capturar suas costas uma vez. O brasileiro respondeu aproveitando uma tentativa de chave de braço para ganhar a primeira posição, acabando por recuperar a montaria para trás enquanto acertava repetidamente o judoca com os punhos em martelo. O segundo round viu uma batalha inicial por uma chave de tornozelo , mas rapidamente retornou à última posição, com Royce montando em Yoshida e marcando golpes em busca de finalização. Apesar de claramente ter sido superior na luta, o embate terminou empatado conforme estipulado. O lado Gracie ficou satisfeito com o resultado. Royce elogiou a resistência e a vontade de Yoshida, mas reafirmou sua própria vitória e considerou uma revanche digna.